# 목표가 생겼다
《목표가 생겼다》는 2021년 5월 19일부터 2021년 5월 27일까지 방송된 MBC 수목 드라마로, 2020년 MBC 드라마 극본 공모전 우수상 수상작이다.

## 기획 의도
자신의 삶을 불행하게 만든 사람들에게 복수하기 위해 '행복 망치기 프로젝트'를 계획한 19세 소녀 소현의 발칙하고 은밀한 작전을 담은 드라마

## 등장인물

### 주요 인물
- 김환희 : 이소현 역 - '행복한치킨' NEW 아트바이트생 '희진'(아역 : 미상)
- 류수영 : 이재영 역 - '행복한치킨' 사장, 소현의 생부
- 김도훈 : 조윤호 역 - '행복한치킨' 배달 아르바이트생
- 이영진 : 김유미 역 - 소현의 어머니

### 소현의 주변인물
- 김이경 : 희진 역 - 소현의 유일한 친구이자 만능 장물아비

### 윤호의 주변인물
- 이진희 : 김복희 역 - 윤호네 할머니를 돌보는 요양보호사
- 박승태 : 혜순 역 - 윤호의 할머니, 치매 환자
- 이시우 : 준식 역 - 동네 양아치 고등학생

### 그 외 인물
- 미상 : 경찰 역
- 전은미 : 담임선생님 역

## 시청률
최저 시청률과 최고 시청률은 시청률 조사회사와 지역별로 시청률에 차이가 있을 수 있습니다.
| 2021년      | 2021년      | 2021년         | 2021년 |
| 회차        | 방송일      | AGB 시청률     |        |
| 회차        | 방송일      | 대한민국(전국) |        |
| ----------- | ----------- | -------------- | ------ |
| 제1회       | 5월 19일    | 2.7%           |        |
| 제1회       | 5월 19일    | 2.8%           |        |
| 제2회       | 5월 20일    | 2.1%           |        |
| 제2회       | 5월 20일    | 2.3%           |        |
| 제3회       | 5월 26일    | 2.0%           |        |
| 제3회       | 5월 26일    | 2.0%           |        |
| 제4회       | 5월 27일    | 1.4%           |        |
| 제4회       | 5월 27일    | 2.4%           |        |
| 평균 시청률 | 평균 시청률 | 2.2%           |        |

## 수상 목록
- 2021년 MBC 연기대상 단막극 부문 여자 우수연기상 (김환희)

## 동시간대 드라마
- KBS 2TV 수목 드라마 《대박부동산》

## 같이 보기
- 대한민국의 텔레비전 드라마 목록 (ㅁ)
- 2021년 대한민국의 텔레비전 드라마 목록